# Данилин, Александр Борисович
Александр Борисович Данилин (20 июня 1961 года, Москва, СССР — 26 января 2019 года) — советский конькобежец. Четырёхкратный чемпион СССР. Участник зимних Олимпийских игр 1984 года на дистанции 500 м. Заслуженный мастер спорта СССР.

## Биография
Тренировался в московском ЦСКА. Тренером по конькобежному спорту был Валерий Муратов. Имел звание майора запаса.
Умер 26 января 2019 года. Похоронен на кладбище д. Чепелево ,Московская область, городской округ Чехов
.

## Спортивная карьера
На чемпионате мира 1983 года в Хельсинки в спринтерском многоборье Данилин выиграл вторую дистанцию на 500 метров, но из-за падения в первой дистанции на 1000 метров занял итоговое 26 место. На чемпионате мира 1984 года в норвежском городе Тронхейм занял 6 место.
На Олимпиаде 1984 Данилин занял 9 место на дистанции 500 м.
С 1981 по 1985 год входил в состав сборной СССР по конькобежному спорту. В 1987 году завершил спортивную карьеру.